# Puffinus boydi
Boydov zovoj (lat. Puffinus boydi) mali je zovoj koja se razmnožava na otočju Zelenortskih otoka u Atlantskom oceanu oko 570 km od obale zapadne Afrike. Specifični naziv je u znak sjećanja na britanskog ornitologa Arnolda Boyda.

## Seksualna segregacija
Ženke idu na duža putovanja u potrazi za hranom i putuju sjevernije. Čini se da je to uzrokovano različitim preferencijama za koncentraciju klorofila i površinsku temperaturu mora. Sveukupno prostorno preklapanje spolova je nisko. Međutim, njihova prehrana je ista, sastoji se od ribe, ribljih ličinki i lignji. I mužjaci i ženke hrane piliće, ali mužjaci doprinose više. To može biti zato što ženke provode više vremena inkubirajući jaja i stoga su uskraćenije za prehranu.

## Taksonomija
Boydova striga se ponekad smatra podvrstom kratkorepog zovoja, audubonovog zovoja ili makaronezijskog zovoja. Također se pokazalo da je sinonim za izumrli Puffinus parvus s Bermuda čije je kosti 1974. pronašao Bermudski ornitolog David B. Wingate.

## Vanjske poveznice
|  | Zajednički poslužitelj ima još gradiva o temi Puffinus boydi |